# Канатний транспорт

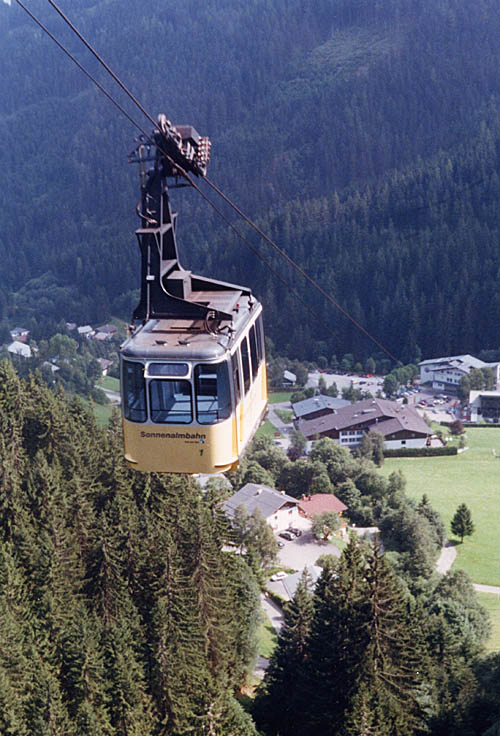
Канатна дорога в Цель-ам-Зеє в австрійських Альпах

Кабельний транспорт — широкий клас видів транспорту, які мають кабелі.
Кабель може бути приводним або пасивним, а предмети можуть переміщуватися шляхом витягування, ковзання, плавання або за допомогою приводів всередині об’єкта. Часто такі транспортні засоби називаються канатними дорогами. Вони перевозять пасажирів та вантажі. Загальними елементами кабельного транспорту є використання шківів та балансування вантажів, що рухаються вгору та вниз. Вони часто використовуються в гірських районах, і можуть подолати великі перепади висот.

## Поширені види кабельного транспорту

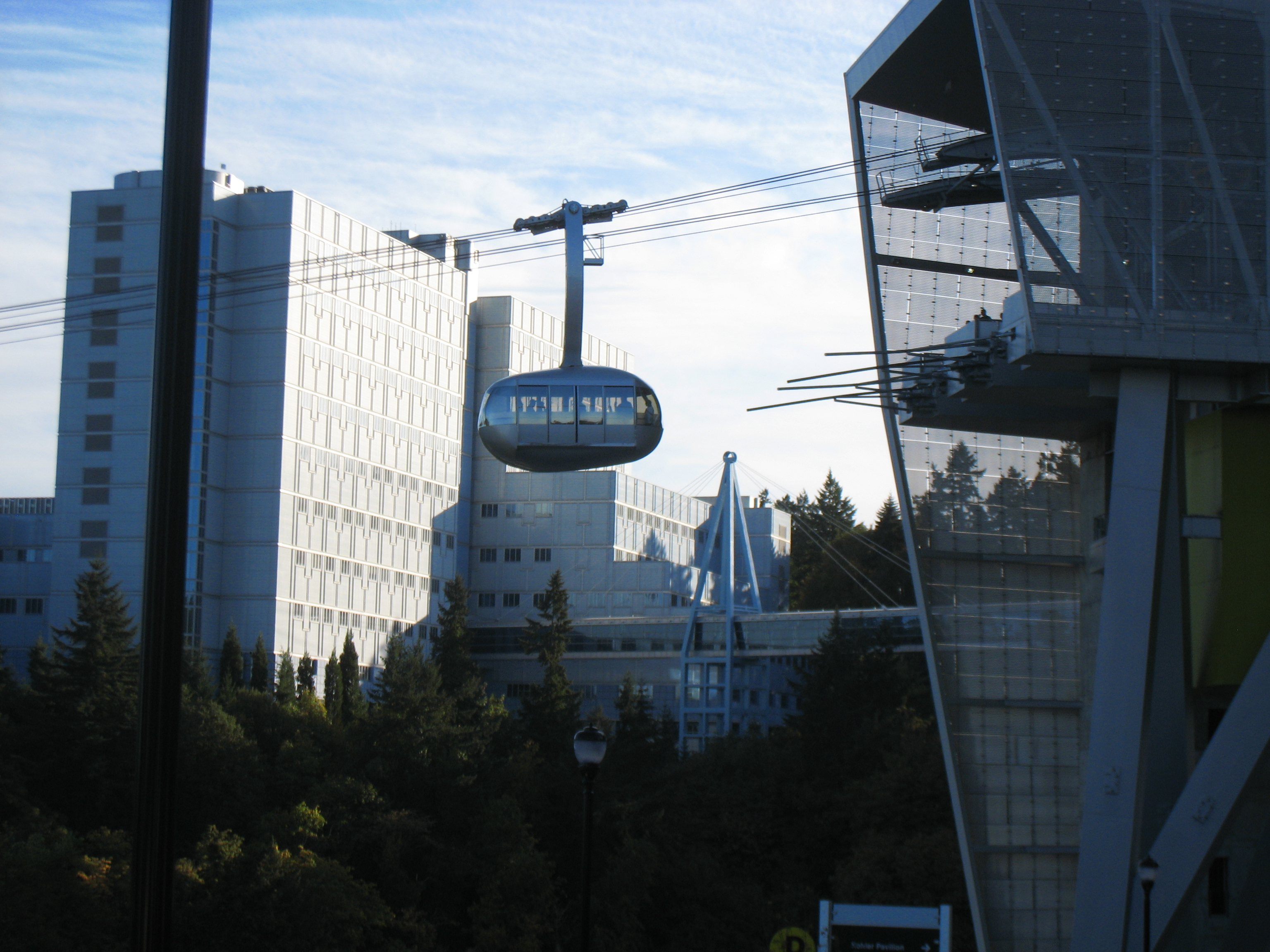
Портлендський повітряний трамвай

### Кабельні залізниці
- Канатна дорога [1]
- Фунікулер [2]

### Інший
- Кабельний пором [3]
- Поверхневий підйом [4]
- Ліфт [5]

## Історія
Перші згадки про канатний транспорт датуються 250 роком до нашої ери, про це свідчать ілюстрації повітряних транспортних систем канатних доріг у Південному Китаї .  

### Ранні повітряні трамваї

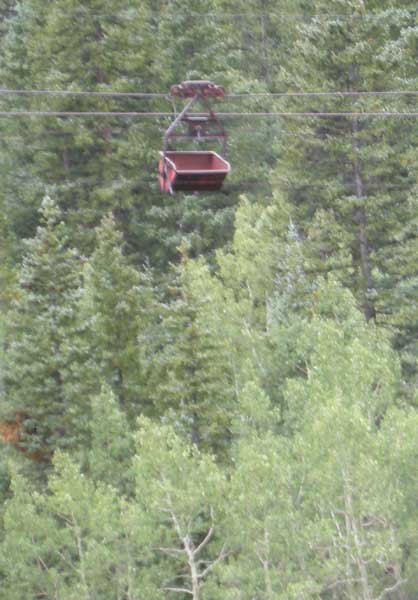
Повітряний трамвай, що використовується в гірничих роботах, на млині Шенандоа-Дайвс у Сілвертоні, штат Колорадо

Перша записана механічна канатна дорога була спроектована венеційцем Фаусто Веранціо в 1616 році. Вона являла собою двокабельну пасажирську канатну дорогу. Голландець  Адам Вайбе побудував першу операційну систему в 1644 році. Технологія прогресувала і розширювалася з появою дротяного канату та електроприводу. 
Перше використання дротяної мотузки для повітряних трамвайних шляхів є спірним і не мають достовірних доказів. Американський винахідник Пітер Купер є одним із перших заявників, який будував повітряний трамвай з використанням дротяної мотузки в Балтиморі 1832 року для переміщення матеріалів звалищ. В 1853 році він побудував двомильовий трамвай для транспортування залізної руди до своїх доменних печей у Рінгвуді, штат Нью-Джерсі . 
Значущою мотивацією для широкого використання військових трамвайних шляхів  стала перша світова війна між Італією та Австрією. 
Під час промислової революції були створені нові форми транспортних систем з використанням сталевого троса для забезпечення більшої підтримки навантаження та більших систем. Вперше  повітряні трамваї  використовувались для комерційного перевезення пасажирів у 1900-х роках. 

### Перші кабельні залізниці

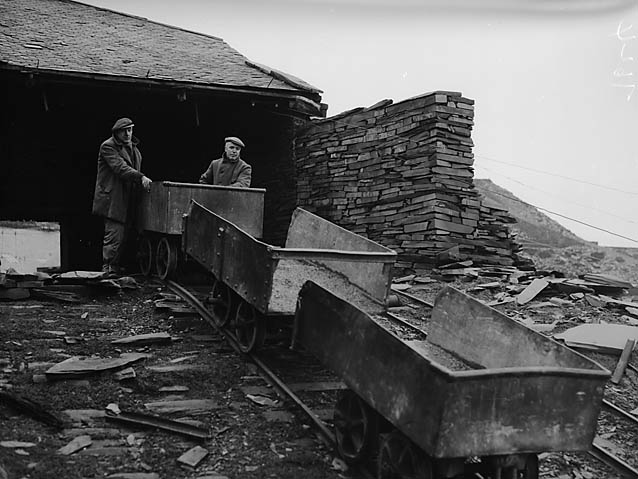
Гравітаційний нахил, що використовувався в 1955 році на кар’єрі Лехведд в Уельсі. Порожні вагони прибувають у верхній частині нахилу - барабан обмотки знаходиться у сараї на задньому плані

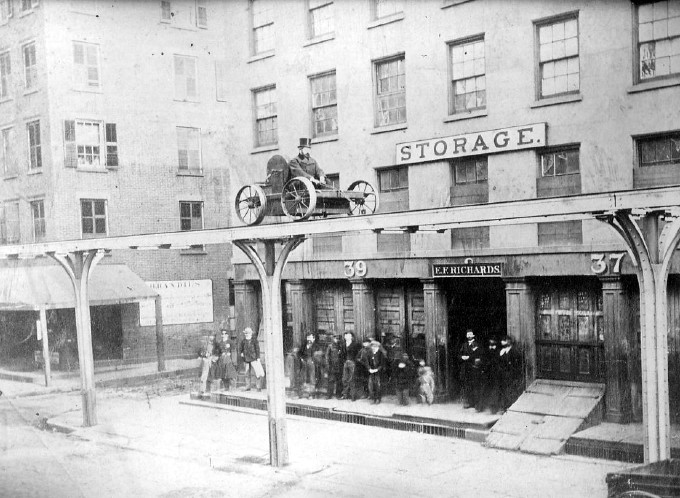
Тестовий запуск на лінії патентної залізничної компанії Westside і Yonkers у 1867 році

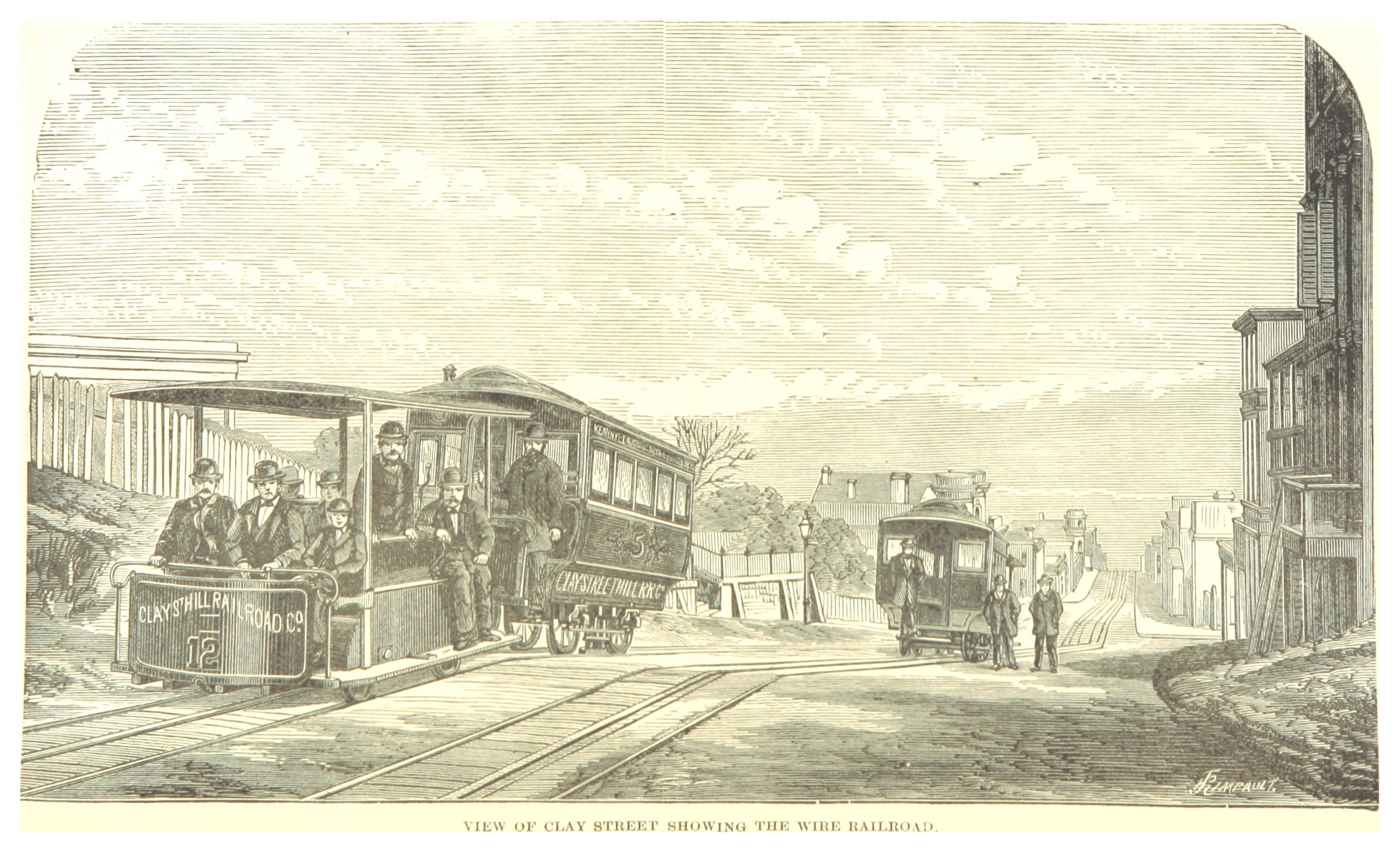
Залізниця Клі-Стріт-Хілл-Халліді, перша успішна канатна дорога, що проходить на рівні вулиць

Найбільш ранньою формою канатної дороги був гравітаційний нахил. Перша згадка про використання зафіксовано в Бангорі в Північному Уельсі в 1798 році і є одним з найперших прикладів використання залізних рейок.  Гравітаційний нахил у найпростішому вигляді складається з двох паралельних колій, прокладених на крутому градієнті, з єдиною мотузкою, намотаною навколо звивистого барабана, і з'єднує поїзди вагонів на коліях. Завантажені вагони опускаються вниз, і їх вага тягне порожні вагони знизу. Намотувальний барабан має гальмо для контролю швидкості руху вагонів. 
Першою вуличною залізницею, що волочила кабель, була Лондонська та Блекволлська залізниця, побудована в 1840 р. Вона використовувала волокно для зчеплення транспортної мотузки. При цьому потрібно було вирішувати низку технічних питань, що призвело до винайдення паровозів до 1848 р. 
Перша фунікулерна залізниця   була відкрита в Ліоні в 1862 році
Патентна залізнична компанія Вестсайд та Йонкерс розробила підняту залізничну дорогу,  яка тягнеться кабелем . Ця лінія була запропонована в 1866 році і відкрита в 1868 році. ЇЇ довжина 3½ милі . Функціонувала  канатна дорога до 1871 р., до використання паровозів. 
2 серпня 1873 р. Ендрю Халліді, шотландський емігрант, відкрив залізницю Клей-Стріт-Гілл в Сан-Франциско. Це був перший ефективний і комерційно успішний маршрут, який використовував сталеві троси.  Hallidie був виробником сталевих тросів. Система включала рукоятку, керовану людиною, яка могла безпечно запускати та зупиняти машину. Використана мотузка,  дозволяла безлічі незалежних автомобілів їхати по одній лінії, і незабаром концепція Hallidie була розширена до кількох ліній у Сан-Франциско. 
За межами Великої Британії та США першою канатною залізницею був Рослінський трамвай, який відкрився в 1881 році в Данідіні, Нова Зеландія. В США до 1890 року було прокладено понад 500 миль кабельної траси, що перевозила понад 1 000 000 пасажирів на рік. Але в 1890 році електричні трамваї перевищили протягнуті кабелем трамваї за пробігом, ефективністю та швидкістю. 

### Ранні гірськолижні підйомники
Джеймс Керран у 1936 році розробив підйомник. Співвласник Union Pacific Railroad Вільям Аверелл Гарріман , який володів першим американським гірськолижним курортом Сан-Веллі, штат Айдахо попросив своє конструкторське бюро вирішити проблему підняття лижників на вершину курорту. Курран, дизайнер мостів Union Pacific, пристосував підйомник, який він розробив для завантаження бананів в Гондурасі, для створення першого гірськолижного підйомника . 

### Останні події
Більш пізні розробки класифікуються за типом колії, на якій базується їх конструкція. Було розпочато кілька інших проектів у Новій Зеландії та Чикаго. Соціальний клімат  дозволяє перейти від автомобілів  до використання кабельного транспорту.   Зараз, коли проекти кабельного транспорту (КТП) зростають, соціальні наслідки починають ставати все більш значними.  У 2018 році відкрита найвища канатна дорога 3S в Церматті, Швейцарія. Її називають "проїздом льодовика Маттерхорн", і вона дозволяє пасажирам піднятися на вершину гори Кляйн Маттерхорн. (3383м) 

## Соціальні ефекти

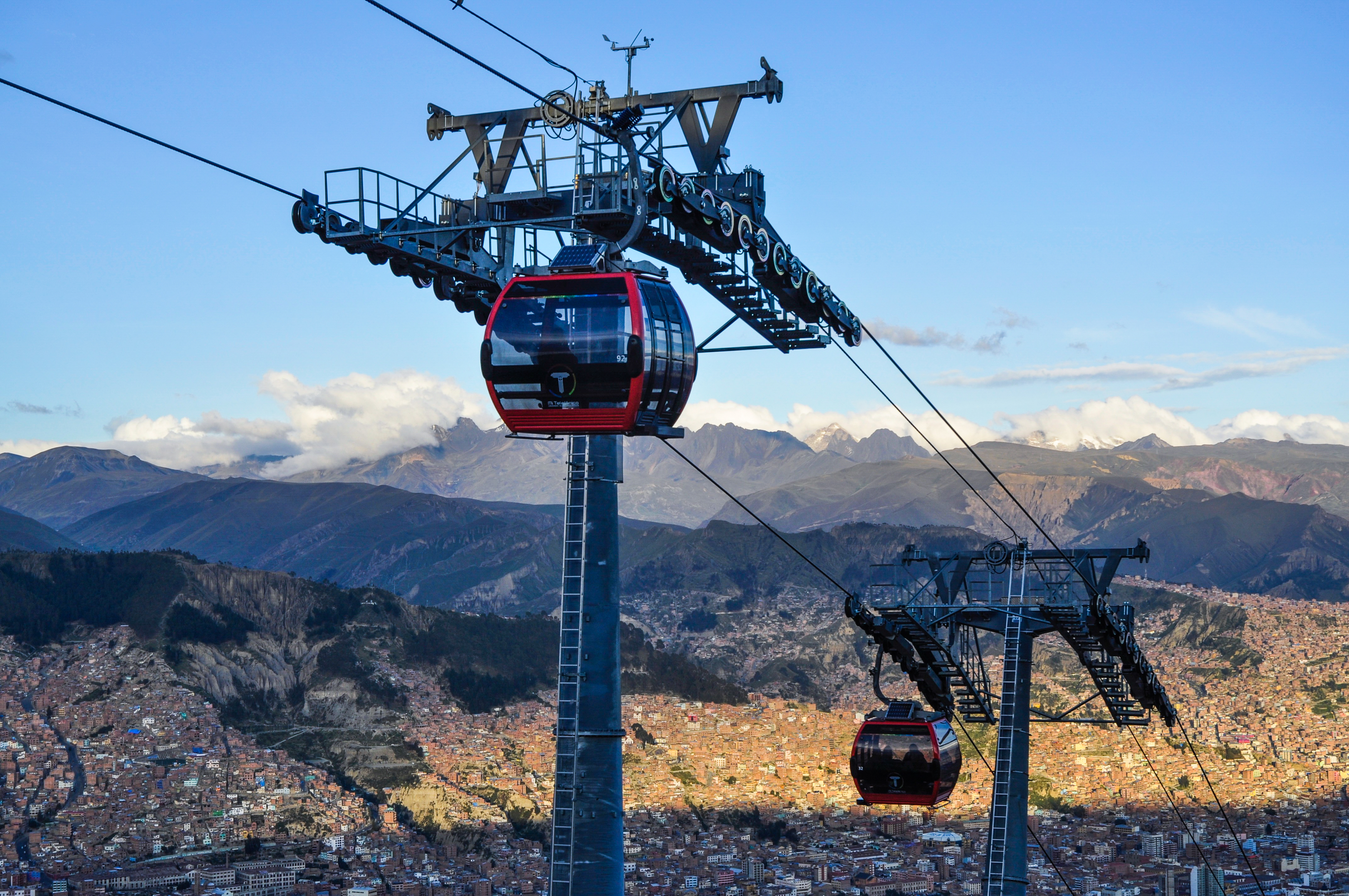
Канатна дорога La Paz у Болівії є найдовшою та найвищою міською мережею канатних доріг у світі.

### Порівняння з іншими видами транспорту
У районах з розгалуженою дорожньою мережею особисті транспортні засоби пропонують більшу гнучкість та пробіг. Віддалені місця, такі як гірські регіони та гірськолижні схили, можуть бути важко пов'язані з дорогами, що робить КТП набагато простішим підходом. Системі CTP також може знадобитися менше інвазивних змін у місцевому середовищі.
Використання кабельного транспорту не обмежується гірськолижними курортами. Його можна використовувати, наприклад, в районах містобудування. Їх використання в міських районах включає фунікулерні залізниці,  піввагонні підйомники  та повітряні трамваї . 

## Безпека

### ДТП
- 25 липня 2012 року, пасажири екскурсійної канатної дороги застрягли у повітрі на висоті 90 метрів, тому що стався збій електромережі, через який візок раптово зупинився над річкою Темза в гондолах. Помилка сталася об 11:45 ранку і тривав приблизно 30 хвилин. Однак жоден пасажир не постраждав. Це була перша проблема, яка коли-небудь потрапляла на авіалінію Emirates. [24] [25]
- 13 липня 2006 року поблизу форту Вільям, Шотландія, канатна дорога зійшла з рейок і впала на землю, серйозно поранивши всіх 5 пасажирів .  [26] [27]
- Аварія на канатній дорозі в місті Кавалесе, Італія, яка сталася 9 березня 1976 року, вважається найгіршою аварією на підйомах в історії. Автомобіль зірвався з рейок і впав на 200 метрів вниз по схилу гори. Внаслідок трагедії загинуло 43 людини. Чотири посадовці  потрапили до в'язниці за звинуваченнями щодо аварії. [28]
- 15 квітня 1978 року канатна дорога на гірськолижному курорті Сква-Веллі в Каліфорнії зірвалася з одного з кабелів, опустившись на 75 футів і жорстоко підстрибнувши.  Четверо людей було вбито, і тридцять один поранений. [29]
- Катастрофа в Капруні. Сталася пожежа у висхідному поїзді в тунелі фунікулера Gletscherbahn Kaprun 2 в Капруні, Австрія, 11 листопада 2000 року. Катастрофа забрала життя 155 людей,12 людей вижило. Це одна з найгірших аварій на канатній дорозі в історії. [30] [31]
- 3 лютого 1998 року в Кавалесе, Італія, загинуло двадцять людей, коли літак морської піхоти США EA-6B Prowler, летячи занадто низько, всупереч правилам, перерізав кабель, що підтримував гондолу повітряного трамвая.  США відмовились судити чотирьох морських піхотинців згідно з італійським законодавством, а пізніше проти них було здійснено військовий суд із мінімальними звинуваченнями.